# Piriqueta
Genre
Classification APG III (2009)
Piriqueta est un genre de plantes à fleurs de la famille des Passifloraceae (anciennement des Turneraceae), comportant environ 50 espèces, et dont l'espèce type est Piriqueta villosa Aubl. (syn. : Piriqueta cistoides subsp. cistoides). Ce sont des plantes herbacées d'origine néotropicale.

## Liste d'espèces
Selon World Flora Online (WFO) (09 janvier 2022) :
- Piriqueta abairana Arbo
- Piriqueta araguaiana Arbo
- Piriqueta asperifolia Arbo
- Piriqueta assurensis Urb.
- Piriqueta aurea (A. St.-Hil., A. Juss. &
- Piriqueta australis (Urb.) A.W.Hill
- Piriqueta breviseminata Arbo
- Piriqueta caiapoensis Arbo
- Piriqueta capensis Urb.
- Piriqueta carnea Urb.
- Piriqueta cistoides (L.) Griseb.
- Piriqueta constellata Arbo
- Piriqueta corumbensis Moura
- Piriqueta cristobaliae Arbo
- Piriqueta densiflora Urb.
- Piriqueta dentata Arbo
- Piriqueta douradinha Arbo
- Piriqueta duarteana (A. St.-Hil., A. Juss. &
- Piriqueta emasensis Arbo
- Piriqueta flammea (Suess.) Arbo
- Piriqueta grandifolia (Urb.) Arbo
- Piriqueta guianensis N.E. Br.
- Piriqueta hapala Arbo
- Piriqueta lourteigiae Arbo
- Piriqueta mesoamericana Arbo
- Piriqueta mexicana Fryxell & S.D. Koch
- Piriqueta morongii Rolfe
- Piriqueta mortonii S.D. Koch & Fryxell
- Piriqueta nanuzae Arbo
- Piriqueta nitida Urb.
- Piriqueta ochroleuca Urb.
- Piriqueta plicata Urb.
- Piriqueta racemosa (Jacq.) Sweet
- Piriqueta revoluta Arbo
- Piriqueta rosea (A. St.-Hil., A. Juss. &
- Piriqueta sarae Arbo
- Piriqueta scabrida Urb.
- Piriqueta sidifolia (A. St.-Hil. & A. Juss.
- Piriqueta suborbicularis (A. St.-Hil. & Naudin) Arbo
- Piriqueta subsessilis Urb.
- Piriqueta sulfurea Urb. & Rolfe
- Piriqueta tamberlikii Urb.
- Piriqueta taubatensis (Urb.) Arbo
- Piriqueta undulata Urb.
- Piriqueta venezuelana Arbo
- Piriqueta viscosa Griseb.

Selon GBIF (09 janvier 2022) :
- Piriqueta abairana Arbo
- Piriqueta araguaiana Arbo
- Piriqueta asperifolia Arbo
- Piriqueta assurensis Urb.
- Piriqueta assuruensis Urb.
- Piriqueta aurea (Cambess.) Urb.
- Piriqueta breviseminata Arbo
- Piriqueta caiapoensis Arbo
- Piriqueta carnea Urb.
- Piriqueta chartacea Urb.
- Piriqueta cistoides (L.) Griseb.
- Piriqueta cistoides (L.) Mey. ex Steud.
- Piriqueta cistoides Linnaeus, 1762
- Piriqueta constellata Arbo
- Piriqueta corumbensis Moura
- Piriqueta costoides Mey. ex Steud.
- Piriqueta crenata L.Rocha, I.M.Souza & Arbo
- Piriqueta cristobaliae Arbo
- Piriqueta densiflora Urb.
- Piriqueta dentata Arbo
- Piriqueta douradinha Arbo
- Piriqueta duarteana (A.St.-Hil., Juss. & Cambess.) Urb.
- Piriqueta emasensis Arbo
- Piriqueta flammea (Suess.) Arbo
- Piriqueta grandifolia (Urb.) Arbo
- Piriqueta guianensis N.E.Br.
- Piriqueta hapala Arbo
- Piriqueta laba Mattos
- Piriqueta lourteigiae Arbo
- Piriqueta melochioides Cambess.
- Piriqueta mesoamericana Arbo
- Piriqueta mexicana Fryxell & S.D.Koch
- Piriqueta morongii Rolfe
- Piriqueta mortonii S.D.Koch & Fryxell
- Piriqueta nanuzae Arbo
- Piriqueta nitida Urb.
- Piriqueta ochroleuca Urb.
- Piriqueta pampeana Cabreira & Miotto
- Piriqueta plicata Urb.
- Piriqueta racemosa (Jacq.) Sweet
- Piriqueta revoluta Arbo
- Piriqueta rosea (Cambess.) Urb.
- Piriqueta sarae Arbo
- Piriqueta scabrida Urb.
- Piriqueta sidifolia (A.St.-Hil., Juss. & Cambess.) Urb.
- Piriqueta suborbicularis (A.St.-Hil. & Naudin) Arbo
- Piriqueta subsessilis Urb.
- Piriqueta sulfurea Urb. & Rolfe ex Urb.
- Piriqueta tamberlikii Urb.
- Piriqueta taubatensis (Urb.) Arbo
- Piriqueta tovarensis Urb., 1883
- Piriqueta undulata Urb.
- Piriqueta venezuelana Arbo
- Piriqueta viscosa Griseb.

## Protologue
En 1775, le botaniste Aublet propose le protologue suivant : 
« PIRIQUETA. (Tabula 117.)

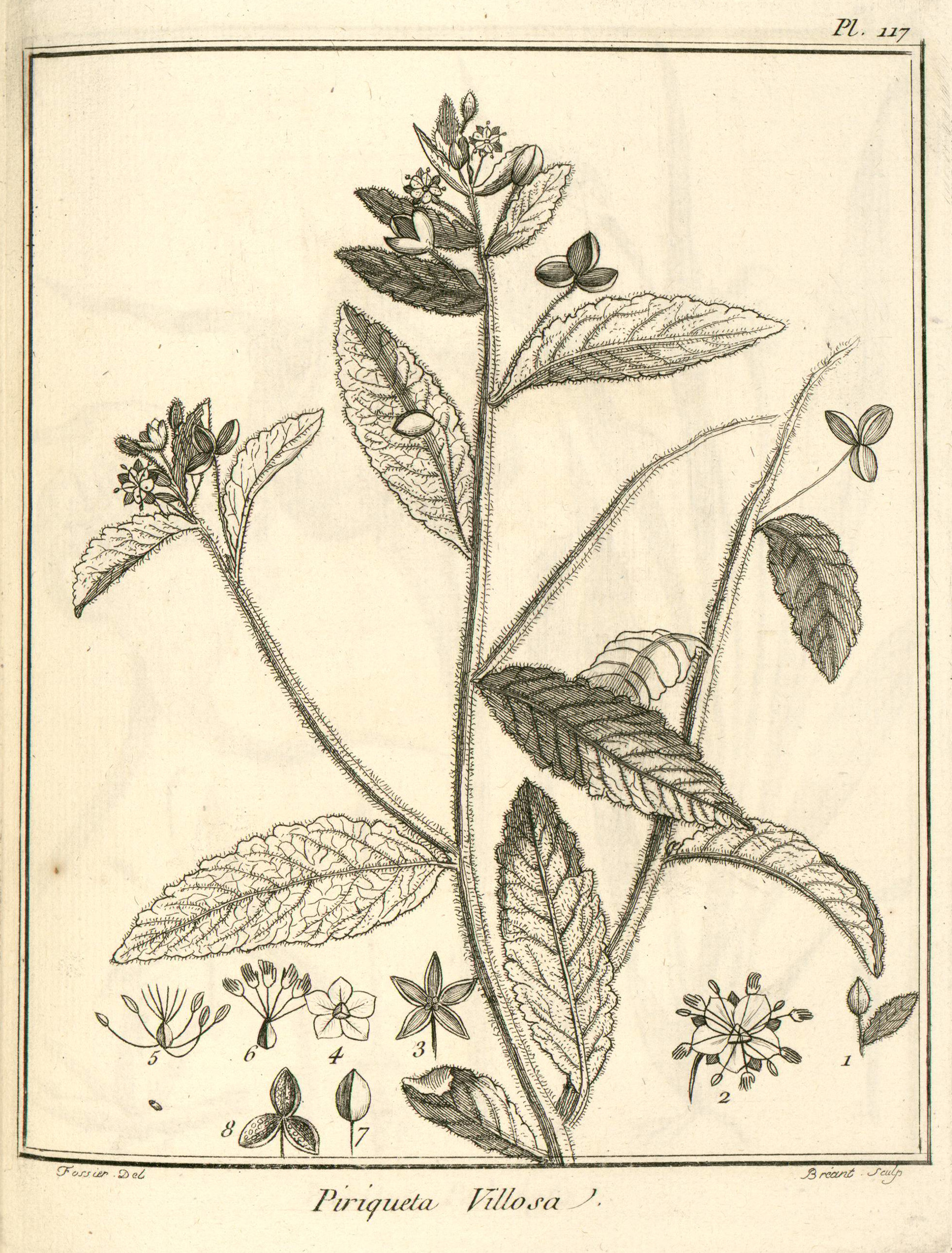
Piriqueta villosa par Aublet (1775) Planche 117
La branche repréſentée & le détail des parties de la fleur, ſont de grandeur naturelle. - 1. Bouton de fleur. - 2. Fleur épanouie. Étamines. Piſtil. - 3. Calice. - 4. Pétales. Ovaire. - 5. Ovaire. Étamines. Styles. - 6. Ovaire. Styles. Stigmates. - 7. Capſule. - 8. Capſule ouverte.

CAL. Perianthium pentaphyllum, foliolis ovatis, extùs villoſis, acutis, deciduis. 
COR. Petala quinque, flava, ſubrotunda, receptaculo inſerta, cum calice alternantia. 
STAM. Filamenta quinque, receptaculo germinis inſerta. Antheræ ovataæ biloculares. 
PIST. Germen ſubrotundum, trigonum. Styli quinque aut ſex. Stigmata plana, carnoſa, latiuſcula, ſtriis quinque notata. 
PER. Capsula ovata, trigona vel tetragona, unilocularis, tri vel quadri-valvis ; valvulis concavis, lineâ longitudinali prominente bipartitis, ab apice ad baſim dehiſcentibus. 

SEM. ſeptem vel octo ſubovata, fuſca, lineæ longitudinali ſingularum valvularum affixa. »
— Fusée-Aublet, 1775.